# Útok na polytechnické škole v Kerči
K útoku na polytechnické škole v Kerči došlo 17. října 2018. Úřady oznámily smrt 21 lidí z řad studentů a zaměstnanců školského zařízení a okolo padesáti zraněných.

## Sled událostí
Vladislav Rosljakov zakoupil 8. srpna zbraň. Následně 13. září zakoupil legálně v obchodě se zbraněmi 150 nábojů do ní.  Podle všeho vstoupil do školy 17. října v 11:46 a krátce poté zahájil palbu.  Jeden z přeživších řekl, že střelba trvala déle než patnáct minut.
Několik svědků popsalo, jak střelec prochází po chodbách Kerčské polytechniky a, dokud mu nedojde munice, náhodně střílí na spolužáky a učitele. Vybuchla silná hřebíková bomba a místní policie oznámila, že zneškodnila další výbušniny. Studenti popsali, jak výbuch vyrazil okna a jak byli lidé, snažící se uniknout, stříleni z bezprostřední blízkosti.

## Útočník
První zprávy zmiňovaly jako možného pachatele studenta čtvrtého ročníku. Identitu střelce záhy upřesnila FSB, která za pachatele označila osmnáctiletého Vladislava Rosljakova (Владислав Игоревич Росляков).

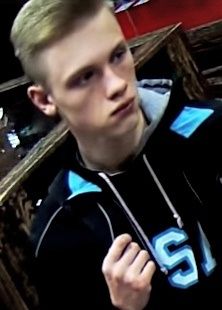
Rosljakov při nákupu munice v kerčském obchodě se zbraněmi Sokol

## Odraz v kultuře
V roce 2021 byl podle události natočen ukrajinský seriál Drop.